# DAF
DAF Trucks NV poznatiji kao DAF je nizozemska automobilska industrija koja je specijalizirana za proizvodnju kamiona. Sjedište tvrtke i glavni proizvodni pogon smješteni su u Eindhovenu dok se u belgijskom Oevelu nalazi postrojenje za proizvodnju kabina i osovina. DAF je danas u većinskom vlasništvu američkog Paccara kao i engleski Leyland Trucks koji primjerice proizvodi neke Dafove modele u tvornici pokraj Prestona.
DAF je prvi proizvođač koji je u cijelom svom proizvodnom programu ponudio dizelske motore s EEV oznakom (ekološki prihvatljiva vozila), a danas je predvodnik na europskom tržištu kamiona te vodeći u Velikoj Britaniji, Nizozemskoj i Mađarskoj.
Tvrtka je 2015. proizvela svoj jubilarni milijunti kamion kojeg je na svečanoj ceremoniji otkrio nizozemski premijer Mark Rutte, a kamion je simbolično preuzeo Bálint Révész iz istoimene mađarske prijevozničke tvrtke.

## Povijest
Godine 1928. Hub van Doorne je zajedno s bratom Wimom osnovao tvrtku Commanditaire Vennootschap Hub van Doorne's Machinefabriek. Prvotna djelatnost bili su popravci i prerade motornih vozila. Suosnivač i investitor bio je A.H. Huenges, izvršni direktor lokalne pivovare kojem je Hub van Doorne u nekoliko navrata popravljao vozila. Sam Huenges bio je iznimno zadovoljan uslugom te je odlučio podržati braću Van Doorne u ostvarenju njihove vizije. Tako je 1932. godine donesena odluka o proizvodnji prikolica dok 1936. Huenges napušta tvrtku i prepušta ju braći van Doorne.
Godinu prije Huengesovog odlaska, Hub van Doorne zajedno s topničkim kapetanom van der Trappenom razvija nadogradnju još jedne stražnje pogonske osovine na dotadašnjim 4×2 vojnim vozilima, patent kojeg su nazvali TRADO po početnim slovima svojih prezimena.
Razdoblje do 1948. obilježeno je radom na revolucionarnim konstrukcijama prikolica poput lagane šasije, sustava kopčanja poluprikolice sedlom urezanim u obliku slova “V” (sustav razvijen 1935. a takvog ga poznajemo i danas), inovativnim kočionim sustavima i dr. Naziv tvrtke je 1948. promijenjen iz Van Doorne’s Aanhangwagen Fabriek (hrv. Tvornica prikolica Van Doorne) u Van Doorne’s Automobiel Fabriek (hrv. Auotmobilska tvrtka Van Doorne).
Godine 1949. javnosti su predstavljena prva dva Dafova kamiona: modeli A-30 (nosivost od tri tone) i A-50 (pet tonska nosivost). Oba vozila imala su karakterističnu rešetku maske hladnjaka sa sedam kromiranih traka i postavila su temelj koncepta kabine iznad motora, kojeg će se DAF pridržavati i u budućnosti bez čestih odstupanja. Nešto ranije iste godine je patentiran motor za autobuse, tzv. "motor na izvlačenje" koji se nalazi u svojevrsnoj ladici čijim se izvlačenje moglo lakše pristupiti motoru i njegovom servisiranju.

### 1950-e i 60-e
U naslovu spomenutom razdoblju otvorena je tvornica Geldropseweg u Eindhovenu s proizvodnim kapacitetom od deset do dvanaest kamiona tjedno te tvornica s licencnom proizvodnjom Leylandovih motora (kapacitet od četiri motora po satu).
Velika potražnja za vojnim kamionima s pogonom 4x4 i 6x4 rezultirala je konstruiranjem višenamjenskih vojnih kamiona YA-318 6×4, YA-126 4×4 i modelom YA-328 6×6 koji zaokružuje ovu seriju vojnih kamiona. Njih je obilježila jedinstvena H-shema prijenosa u kojoj je svaki kotač pogonjen zasebnom kardanskom osovinom smještenom bočno, a paralelno s glavnim kardanom.
DAF je u tom razdoblju imao 2.500 zaposlenih, proizvedena je 10.000-ta kamionska šasija, radi se na serijama 12 i 15 te seriji 2000 s 11,1 litarskim motorom po Leylandovoj licenci i stražnjom osovinom nosivosti od deset tona, svojstvenoj jedino ovom proizvođaču u to vrijeme.
Godine 1958. braća Van Doorne ostvaruju jedan od svojih snova i to proizvodnjom osobnog automobila. Riječ je o malom putničkom vozilu s inovativnim bez-stupanjskim Variomatic mjenjačem (sustav kakvog poznajemo na današnjim skuterima). Proizvedeni su brojni modeli kao što su DAF 33, 44, 55, 66, 600 i dr. a postigli su proizvodnju od preko 800.000 primjeraka.
Iznenađenje je napravljeno 1962. predstavljanjem serije 2600 koja je ponudila novi standard komforne vožnje s kabinom za spavanje. Godine 1965. je otvorena tvornica u belgijskom Oevelu (proizvodnja kabina i osovinskih sklopova) a godinu je obilježio i odlazak Huba van Doornea u mirovinu.

### 1970-e i 80-e
Ovo razdoblje obilježio je nastanak novih generacija vozila poput F1600/F2000 s “tilt cabs” kabinama koje se podižu prema naprijed da bi omogućile lakši servisni pristup motoru. Također, nastale su nove generacije lakih kamiona F1200 DA/F1400 DD.
Divizija namijenjena proizvodnji automobila prodana je švedskom Volvu 1976. te je fokus tvrtke stavljen na razvoj i proizvodnju kamiona i autobusa. Također, tada su razvijeni i novi modeli vojnih kamiona, posebice YA-4440 čiji je primarni korisnik bila danska vojska.
Krajem 1970-ih preminula su obojica Dafovih osnivača, najprije Wim 1978. a goinu potom i Hub. Ipak, tvrtka i dalje raste te su predstavljeni novi modeli N 2800 sa 6x4 pogonom i šasijom za kipere, zatim serije 2100 i 2300 kao i druga generacija serije 2500 DHS koja je imala dizelske motore zapremine 8,25 litara.
Godine 1987. DAF kupuje engleski Leyland Trucks te se osniva joint venture tvrtka pod nazivom DAF NV. Ona je nastala Dafovim spajanjem s Leylandom i Freight Roverom u kojoj su Nizozemci imali 60% a Rover 40% udjela vlasništva. Godinu potom DAF predstavlja inovativnu seriju 95 koja im iste godine donosi i prvu titulu Europskog kamiona godine. Tu seriju su odlikovali komfor prilikom duge vožnje, izvrsno ovješena kabina i već dokazani ATi (eng. Advanced turbo intercooling) motori u inačicama snage 310, 350, 360, 400 i 430 KS te 16 brzinskim ZF mjenjačima.

### Bankrot i kasniji uspon
Na početku novog desetljeća predstavljena je serija 45, nova generacija lakih kamiona za međugradski i regionalni distribucijski transport. Također, tada je predstavljena i druga generacija serije 95.
Godine 1993. tržište komercijalnih kamiona doživljava kolaps, posebice u Velikoj Britaniji. To je u velikoj mjeri pogodilo i DAF koji je iznimno ovisio o ondašnjem tržištu na kojem je imao visoki udio. To su bili jedni od glavnih faktora zbog kojih DAF proglašava bankrot. Ipak, vodeći menadžeri tvrtke otkupljuju danski dio DAF-a i engleski Leyland te tako spašavaju oslabljeni DAF od potpunog potonuća. Tako je kroz nekoliko tjedana formirana nova tvrtka - DAF Trucks NV.
PACCAR, vodeća američka grupacija koja se također bavi proizvodnjom teretnih vozila je 1996. preuzela DAF i time mu osigurala sigurniju budućnost. Nakon višegodišnjih kriza i promjena vlasništva, uslijedilo je mirnije razdoblje s priznanjima kupaca i učestalim nagradama za Međunarodni kamion godine (1998., 2002. i 2007.). Posljednju nagradu za kamion godine, DAF je osvojio 2018. s modelima XF/CF a konkurenciju su mu činili talijanski Iveco Stralis NP i švedska Scania XT

## Suradnja s Tatrom
DAF (odnosno PACCAR) i češka Tatra potpisali su u kolovozu 2014. godine ugovor o isporuci Dafovih motora i kabina za ugradnju u Tatrine kipere s pogonom 4×4, 6×6 i 8×8.  Time je ugovorena isporuka kabina te Euro 3, Euro 4 i Euro 5 motora ali i motora za ugradnju u Tatrin model Phoenix.

## Kazna od Europske komisije
Prema informacijama koje je objavio britanski Guardian, Europska komisija je kaznila nekoliko najvećih proizvođača kamiona s 2,93 milijardi eura jer su kršili pravila tržišnog natjecanja udruživši se u kartel tijekom 14 godina. Naime, od 1997. do 2011. godine, njemački MAN, švedsko-francuski Volvo-Renault, talijanski Iveco i nizozemski DAF udružili su se kako bi koordinirali cijene srednjih i velikih kamiona te kako bi troškove Zakona o čistom zraku, odnosno o emisiji plinova, prebacili na kupce.
Postojanje kartela otkrio je MAN koji je zbog toga pošteđen plaćanja kazne dok je većina ostalih proizvođača naknadno priznalo vlastito sudjelovanje u njemu. Tako je DAF kažnjen sa 752,68 milijuna eura (više od primjerice Volva ili Iveca). Kazne bi bile i veće da čelnici kompanija nisu pristali na suradnju nakon što je istraga pokrenuta 2011. S druge strane Scania je još uvijek pod istragom jer nije pristala na nagodbu.

## Vanjske poveznice
- DAF Trucks – povijest vožena kvalitetom